# Шульд (Ар)
Шульд (нем. Schuld) — община в Германии, в земле Рейнланд-Пфальц.
Входит в состав района Арвайлер. Подчиняется управлению Аденау. Население составляет 736 человек (на 31 декабря 2010 года). Занимает площадь 5,93 км².